# Corneille
|  | Aquest article tracta sobre l'artista neerlandès. Si cerqueu el dramaturg francès del segle XVII, vegeu «Pierre Corneille». |

Cornelis Guillaume Beverloo més conegut pel seu pseudònim Corneille (1922-2010) era un artista neerlandès, membre del moviment artístic CoBrA.

## Biografia
Va néixer a Lieja (Bèlgica), el 3 de juliol de 1922, de pares neerlandesos. El 1934, quan tenia dotze anys, la família tornà cap als Països Baixos. Tot i seguir uns cursos a l'Acadèmia Nacional (Rijksakademie van beeldende kunsten) d'Amsterdam, es considera com un autodidacte. El 1946 va tenir la seva primera exposició individual a Groningen. El 1948, junts amb Karel Appel, Christian Dotremont, Joseph Noiret i Asger Jorn van fundar el moviment CoBrA (1948-1951). Després de CoBrA, la seva obra va conèixer très períodes principals: un de lirisme abstracte, un paisatgisme i un de figuració (ocells, dones, flors). Va continuar pintant fins a la seva mort.
El 1972 participà en la primera edició de la biennal d'Eivissa Ibizagrafic. Hi ha obres seves en moltes col·leccions privades i públiques, a empreses i al Museu CoBrA a Amstelveen. En la seva llarga carrera va tenir desenes d'exposicions individuals arreu al món, sens comptar les seves participacions en exposicions col·lectives.

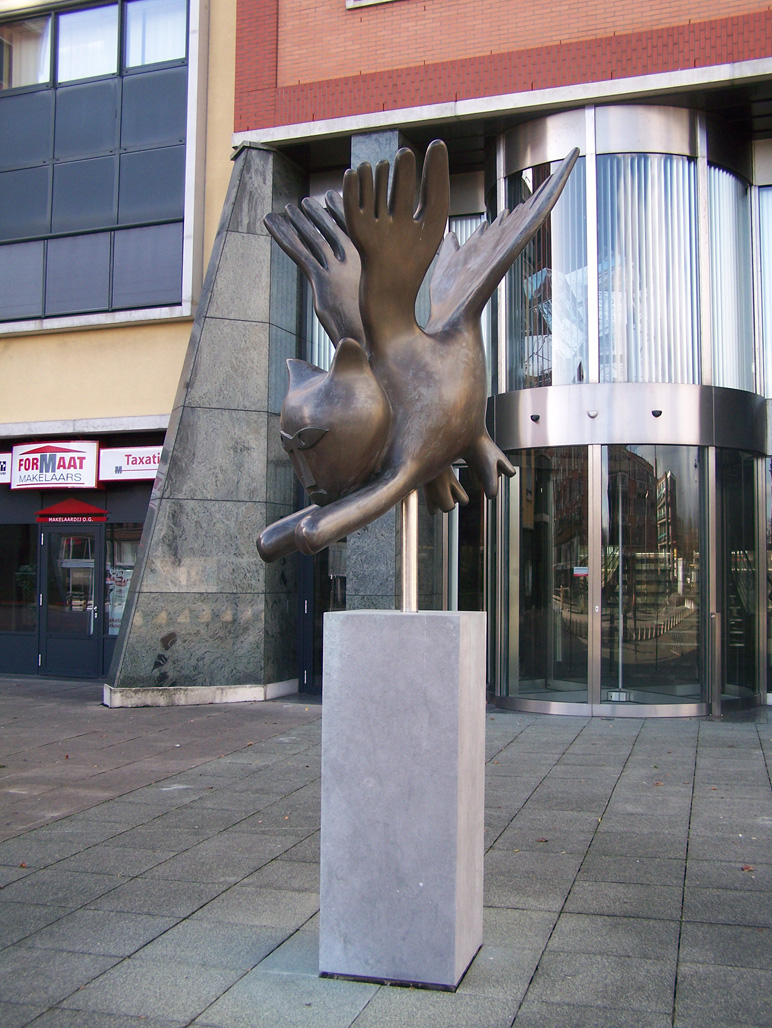
Ocell-gat, bronze a Heerhugowaard

Va ser sebollit a Auvers-sur-Oise, al mateix cementiri on es troben també les tombes de Vincent van Gogh i el seu germà Theo.